# Тънкоопашат посум
Тънкоопашат посум, още югозападен пигмейски посум (Cercartetus concinnus), е вид бозайник от семейство Пигмейски посуми (Burramyidae). Видът не е застрашен от изчезване.

## Разпространение и местообитание
Разпространен е в Австралия.
Обитава гористи местности, пустинни области и храсталаци в райони с умерен климат.

## Описание
Теглото им е около 16 g.
Популацията на вида е стабилна.